# Joris Hoefnagel

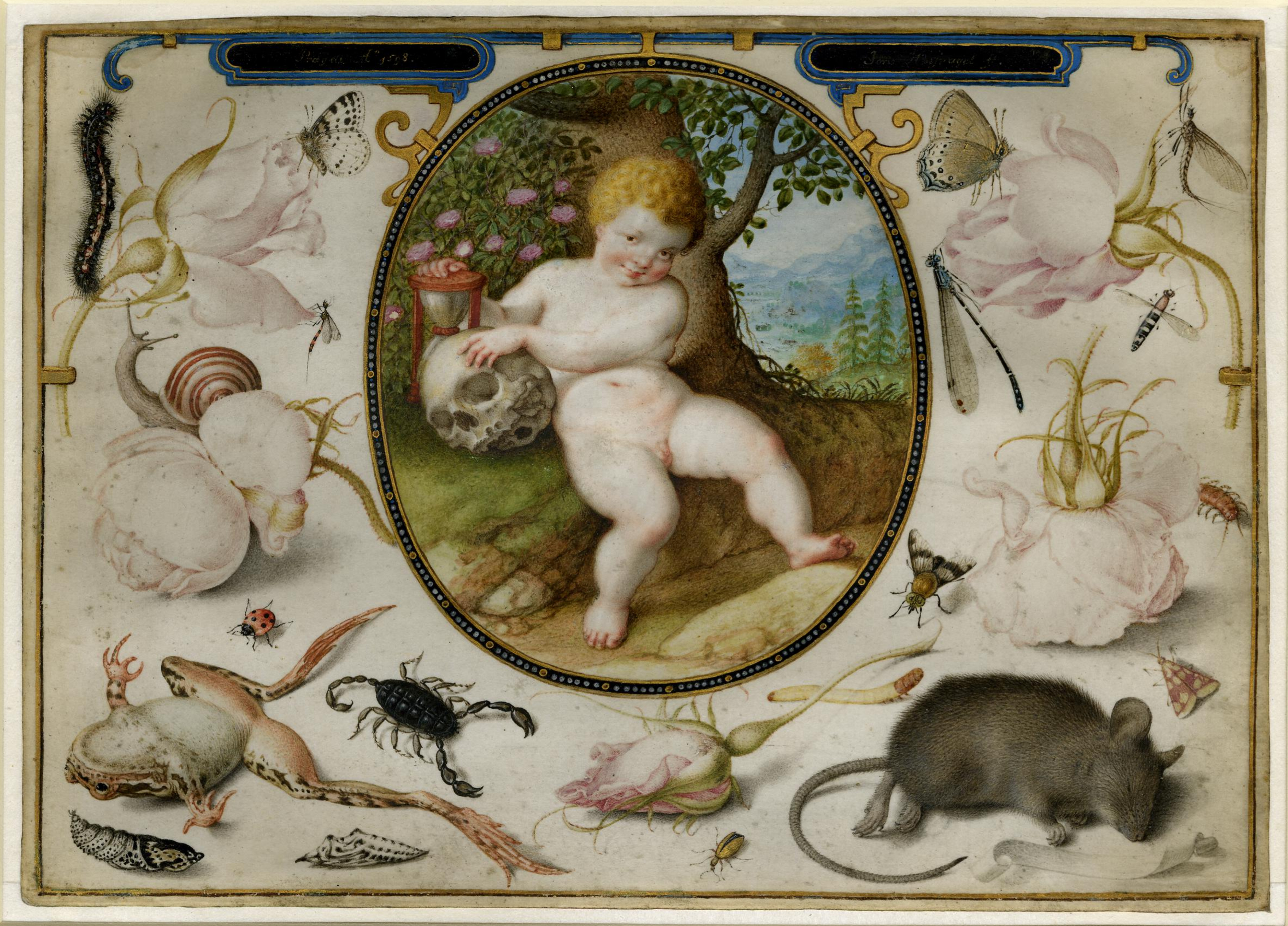
Al·legoria damunt Vida i Mort, una col·laboració entre Joris i Jacob Hoefnagel

Joris Hoefnagel, o Georg Hoefnagel (1542, a Anvers – 24 juliol 1601, a Viena) va ser un pintor flamenc, impressor, miniaturista, delineant i comerciant. És reconegut per les seves il·lustracions en temes d'història natural, vistes topogràfiques, il·luminacions i treballs mitològics. Va ser un dels darrers il·luminadors de manuscrits i va fer una contribució important al desenvolupament de dibuix topogràfic.
Els seus manuscrits il·luminats de manuscrit i els dissenys ornamentals van tenir un paper important en l'aparició de pintura de natura morta, com un gènere independent a Europa del nord al final del segle xvi. El naturalisme gairebé científic del seu art botànic i els dibuixos d'animals van servir com a model per la generació més tardana dels artistes flamencs.

## Vida

### Anys primerencs

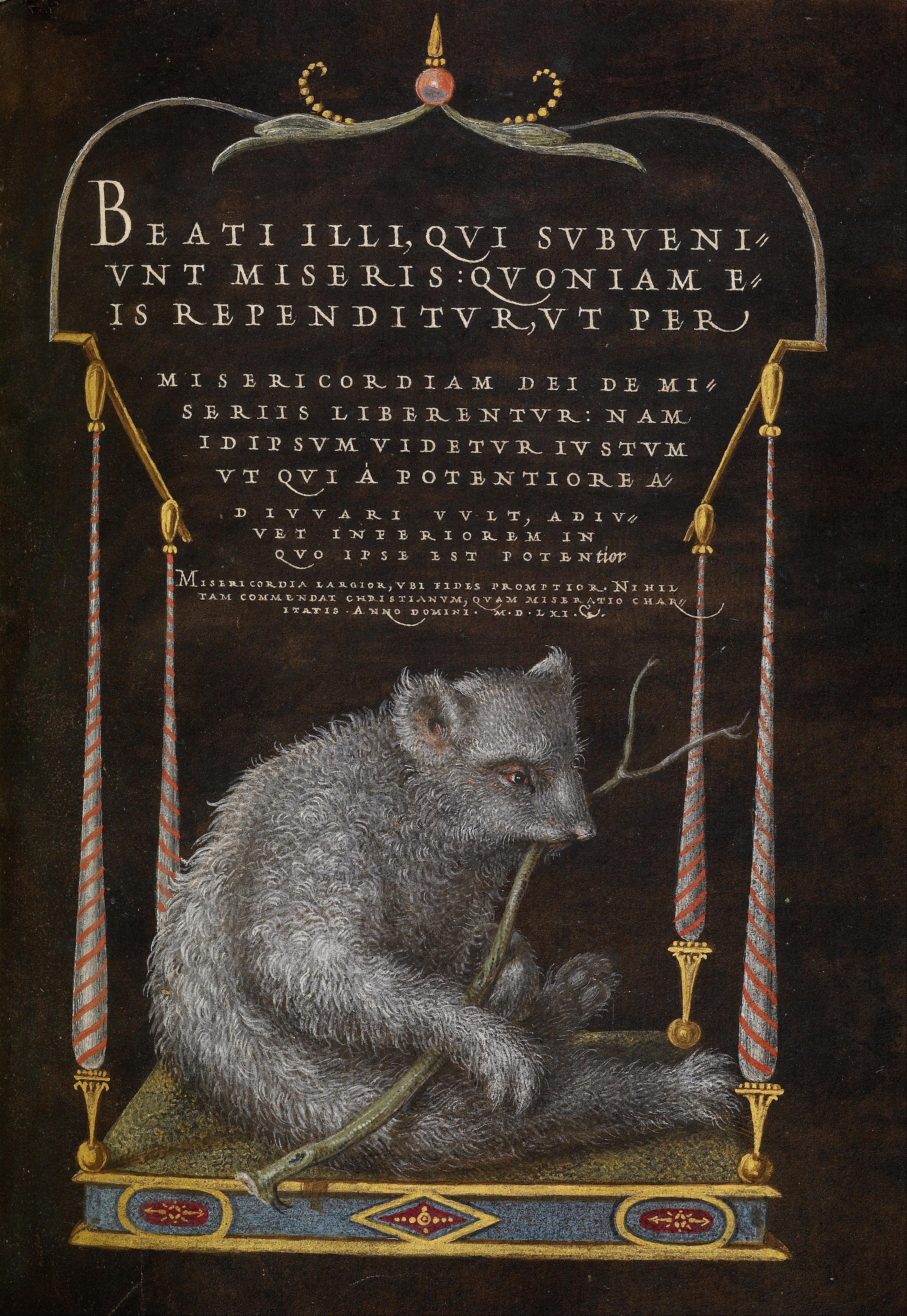
Un peresós

Joris Hoefnagel va ser el fill de Jacob Hoefnagel, un comerciant en diamants i béns de luxe com tapissos, i la seva muller Elisabeth Vezelaer, filla del mestre miniador d'Anvers Joris Vezelaer. Mentre el seu pare probablement li desitjava fer-lo entrar al negoci familiar, va rebre una profunda educació humanísta. Parlar, a més del seu natiu holandès, diverses llengües i era capaç d'escriure poesia i tocar diversos instruments musicals. Dins un dels seus treballs, Hoefnagel es va descriure mes com un autodidacta que com un artista. Tanmateix, segons el biògraf flamenc primerenc Karel van Mander va rebre les seves primeres lliçons d'art de Hans Bol, probablement mentre seguia encara a Anvers (1570-1576). El seu aprenentage amb Hans Bol no està però documentat.

### Viatges
Va viure de 1560 a 1562 a França, on va assistir a les universitats de Bruges i Orléans. Aquí, probablement va fer els seus primers dibuixos sobre paisatges. Va ser forçat a deixar França en el 1563 a causa del malestar religiós i va retornar a Anvers. Aviat va viatjar cap Espanya, on va residir de 1563 a 1567 i va reprendre l'activitat del negoci familiar. Va fer diversos esbossos de llocs d'aquest territori i es va fascinar particularment amb Sevilla, el port de comerç colonial principal d'Espanya, on va poder veure molts animals i plantes exòtiques. Va retornar a Anvers el 1567 però podria haver visitat la seva casa natal enmig dels negocis familiars. Després va viatjar a Anglaterra el 1568 i residí a Londres per uns quants mesos on va forjar amistats amb altres homes de negocis flamencs. Després de retornar a Anvers el 1569, Joris Hoefnagel es va casar Suzanne van Onchem el 1571, i el 1573 la paella tindrien un fill que van batejar com a Jacob Hoefnagel, el qual esdevindria també un artista.

### Exili
Després de la Fúria espanyola per tropes espanyoles durant la Guerra dels Vuitanta Anys el 1576, en la qual molta de la fortuna familiar es va perdre pel saqueig, Joris Hoefnagel va deixar la seva casa natal. Va viatjar el 1577, acompanyat pel cartògraf Abraham Ortelius, a través del Rin, de Frankfurt, Augsburg i Munic cap a Venècia i Roma. Els dos van viatjar també cap a zones mes meridionals, de Roma a Naposs on van poder visitar diversos espais antics.

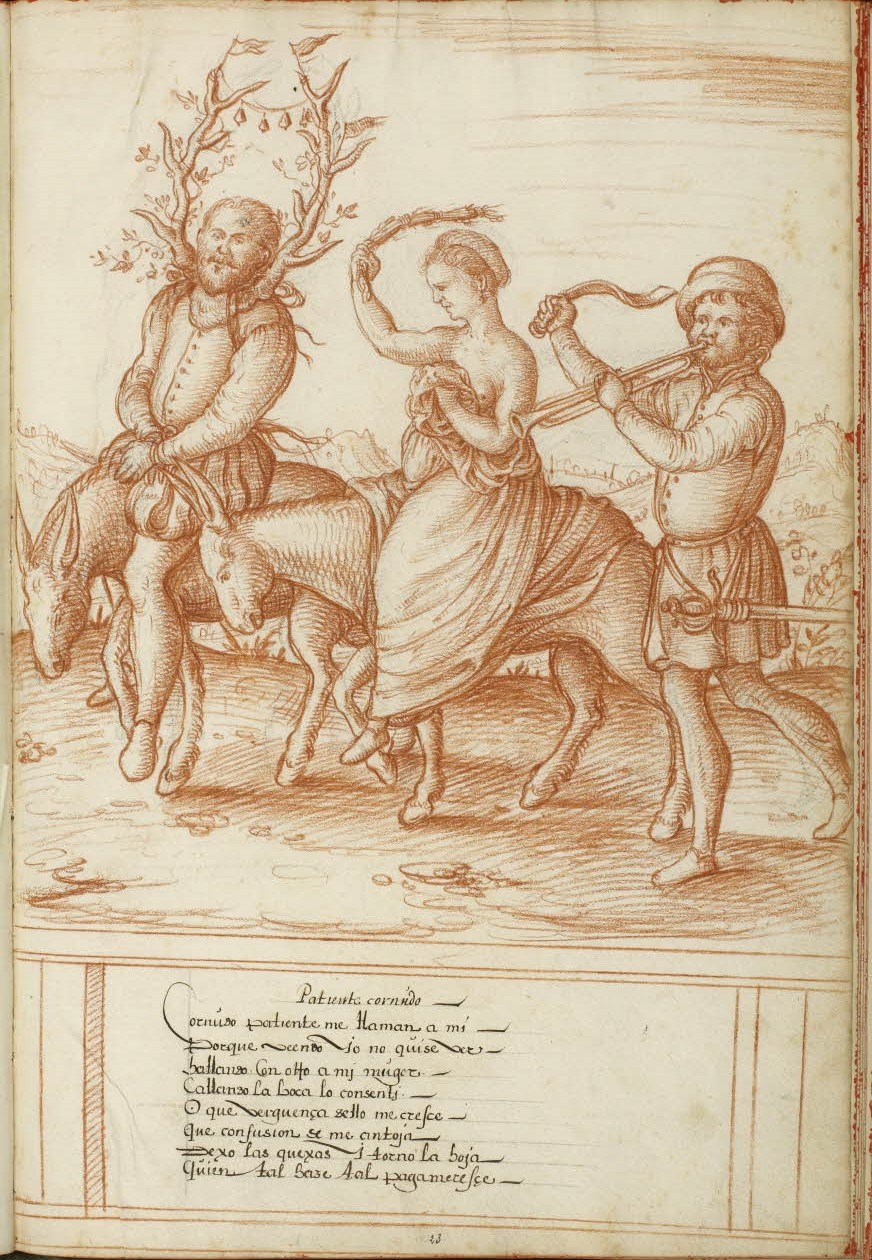
Patiente cornudo de 'Patientia'

El promotor d'art Hans Fugger i el metge Adolf Occo, als que qui va conèixer a Augsburg, li van recomanar al Duc de Baviera, Albert V. El Duc es va impressionat per les miniatures de Hoefnagel i li va prometre una feina com a pintor de cort. A Roma va ser introduït al cercle del Cardenal Alessandro Farnese. Gràcies a la seva especial habilitat en la pintura de miniatura, el 1578 va ser ofert pel Cardenal en el càrrec del miniaturista Giulio Clovio. Tot i així, va decidir agafar el càrrec de la cort ducal de Múnic. Allí va viure aproximadament vuit anys i va treballar a la cort dels ducs bavaresos Albert V i Enric V. Hoefnagel se li va concedir la llibertat per perseguir els seus propis interessos, i sembla que va acceptar el càrrec ducal persuadit per la vida ciutadana i les seves normes de funcionament. També va agafar encàrrecs de les famílies Fugger i la Este de Ferrara. Entretant, treballaria a Innsbruck al tribunal de l'Arxiduc Ferran II. Continuaria alhora amb les seves activitats comercials.
Com a Calvinista, va ser forçat a deixar Munic el 1591 quan un dictamen va imposar que tots els membres de la cort havien de proclamar l'adhesió a la fe catòlica. Llavors va anar a treballar per l'emperador Rudolf II, primer residint a la ciutat de Frankfurt am Main, on es va moure en el cercle dels humanistes flamencs, comerciants, artistes i editors. En particular, la seva amistat amb el botànic flamenc Carolus Clusius va poder haver tingut un paper important en els seus treballs botànics més tardans. El 1594, va ser forçat per deixar Frankfurt a causa de la repressió de la fe Calvinista. Va treballar els anys finals de la seva vida a Viena, però fent visites regulars a Praga. El seu germà Daniel va viure a Viena, on va desenvolupar els seus negocis sota protecció de la cort. En aquella època, Joris Hoefnagel va promoure el seu fill Jacob dins la cort. Ell va col·laborar amb el seu fill en projectes artístics. Segons Karel van Mander, va morir a Viena el 1600 però no hi ha una certesa sobre aquesta data,ja que continuen fent referències a la seva persona en documents sobre el seu germà Daniel i el seu fill Jacob després d'aquesta data.

## Obra
Hoefnagel va ser un artista molt versàtil i és conegut pels seus paisatges, emblemes, miniatures, dibuixos topogràfics i pintures mitològiques i de gènere. Part de les obres de Hoefnagel vam ser conservades als Països Baixos per Constantijn Huygens quan es va fer el llegat a la família de Huygens a la mort de Hoefnagel. Aquests treballs va ser vistos pels artistes holandesos, els quals van exercitar una gran influència en el desenvolupament de l'estil flamenc i l'art naturalista.

### Paisatges i dibuixos topogràfics

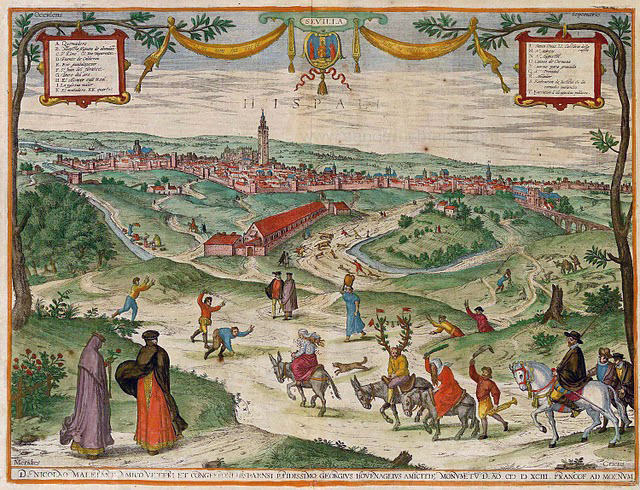
Vista a Sevilla de 'Civitates Orbis Terrarum'

Durant el seu viatge a Anglaterra, va fer dibuixos de palaus reials com el Castell de Windsor i el Palau de Nonsuch, els quals són considerats com uns de les primeres aquarel·les de paisatge realista en Anglaterra.
Hoefnagel va fer molts dibuixos de paisatge durant els seus viatges per Europa. Aquests més tard van servir com a models pels gravats d'Ortelius Theatrum Orbis Terrarum (1570) i Braun Civitates orbis terrarum (Colònia, 1572–1618). El Civitates orbis terrarum va ser, amb els seus sis volums, l'atles mes extens del seu temps. Hoefnagel va treballar de manera intermitent en el Civitates tota la seva vida, i podria haver-hi actuat com a agent del projecte, per encarregar les vistes d'altres artistes. Ell també va completat més de 60 il·lustracions, incloent diverses vistes de Baviera, Itàlia i Bohemia. Va revifar l'acabat dels seus gravats amb un estil manierista de la fantasia i l'enginy, utilitzant perspectives dramàtiques i espais ornamentals. A causa de la precisió topogràfica, anunciaria una tendència realista tendència en el la pintura paisatgista flamenca del segle xvii.
El seu fill Jacob va reelaborar el 1617 els dissenys del seu pare pel sisè volum del Civitates, el qual va ser publicat a Colònia el1618. El volum 6è conté una sèrie d'imatges homogènies de ciutats d'Europa Central (a Àustria, Bohemia, Moravia, Hongria i Transylvania), les quals són molt consistents en els seus gràfics. Les vistes estan en perspectiva isomètrica, només en uns quants casos, i destaquem per l'exactitud de la informació, l'atenció particular a la representació fidel del territori, el paisatge, les condicions de les vies públiques, i el poder d'observació i el refinament de la interpretació.

### Emblemes
A Anglaterra, Hoefnagel també va preparar un conjunt de dibuixos emblemàtics que va titular Patientia (títol complet: Traité de la Patience, Par Emblêmes Inventées et desinées par George Hoefnagel a Londres, l'any 1569), el qual va enfocar en els temes de paciència i sofriment. El gènere de gust naturalista, anticipava els llibres emblemàtics flamencs. Patientia, també reflectiria la influència de la filosofia Neo-stoica, que va ser popular en el cercle d'Anvers vora l'editor Christopher Plantin. El llibre va quedar en forma de manuscrit i és datat el 1569. El manuscrit es conservà a la Biblioteca Municipal de Rouen, França.
Un dels emblemes de la sèrie és titulat Patiente cornudo (el pacient cornut). Descriu una escena de càstig públic d'una dona adúltera i el seu marit enganyat, és a dir, el 'pacient cornut'. L'Església catòlica va considerar ambdós, marit i muller, culpables del delicte d'adulteri. El marit té les seves mans lligades i porta en el seu cap dues branques grans amb les seves cornamentes que s'assemblen a les del cérvol. Entre les parts superior de les branques pengen campanes amb una corda. Després, l'home munta una dona, el seu cap, cobert amb un vel, i la seva cara amagada darrere del seu cabell propi. Ella fueteja el seu marit amb una corda d'all. Darrere d'ells, un pregoner anuncia el crim de la parella. Té una trompeta i una tija amb la qual castiga la parella. Hoefnagel va reprendre aquesta escena en la seva Vista de Sevilla de 'Civitates orbis terrarium'. Afegí a la Vista de Sevilla una dona en un ruc que és despullat de la cintura cap amunt. Ella és l'alcavota que també està castigada. L'escena més enllà inclou figures que ridiculitzen la parella amb l'aixecament dels seus dits en forma de 'V' forma, en al·lusió al 'banyut' (cornut) marit.

### Il·luminacions de manuscrits

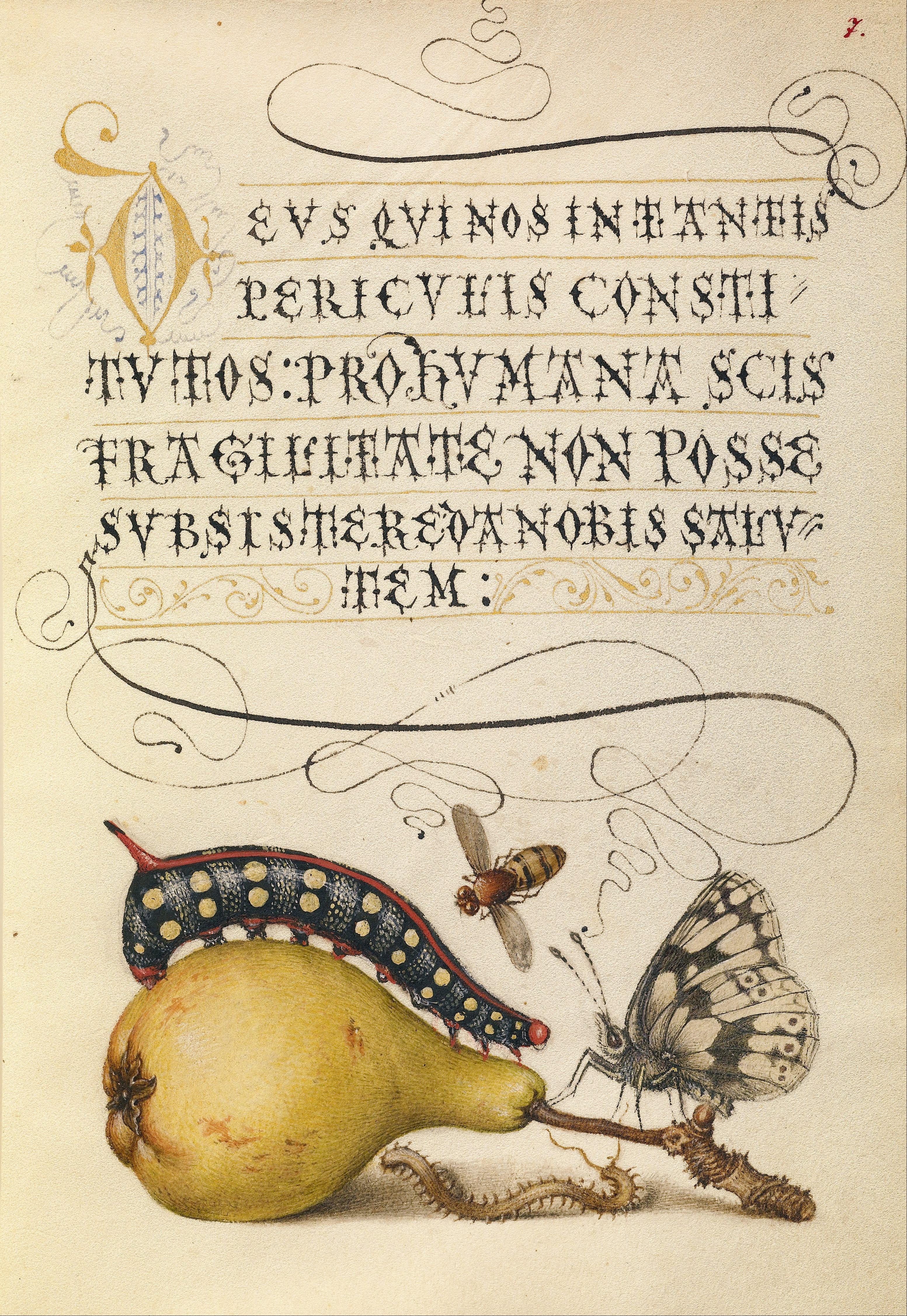
Il·luminació del Mira calligraphiae monumenta

Hoefnagel va ser un complet pintor miniaturista acomplert i famós pels seus treballs de miniatura en diversos manuscrits de la col·lecció de la dinastia dels Habsburg.
El Llibre d'Hores de Philippe de Cleves
Les seves contribucions de miniatures mes primerenques es troben en El Llibre d'Hores de Philippe de Cleves (Biblioteca Reial de Bèlgica, Brussel·les). A finals de 1570s o principis dels 1580s, Hoefnagel va afegir en els marges d'aquest devocionari diverses il·luminacions. Alguns dels temes que va desenvolupar repeteixen les seves últimes il·luminacions de llibres, com ara la divisió de la taronja agra o el brillant color taronja de la creu de Malta.
Missal Romà

Entre 1581 i 1590, va il·lustrar el Tridentí, versió del missal Romà (ara a la Biblioteca Nacional de Viena), per encàrrec Ferran II, Arxiduc d'Àustria. Va afegir il·luminacions per tot el missal, consistint en 658 folis de vellut. Les seves decoracions inclouen imatgeria naturalista i figures grotesques en els extrems. Les pàgines de calendari són il·luminades amb petits taulers de jocs, els instruments i els animals s'enllacen per mosaics. Les imatges porten contingut emblemàtic, típicament relacionat al text religiós particular acompanya o al promotor.
Schriftmusterbuch
A la petició de l'emperador Rudolf II, Hoefnagel va afegir en el període 1591-1594 miniatures a un manuscrit, que es coneix com a Schriftmusterbuch (ara localitzat al Kunsthistorisches Museu, Viena).

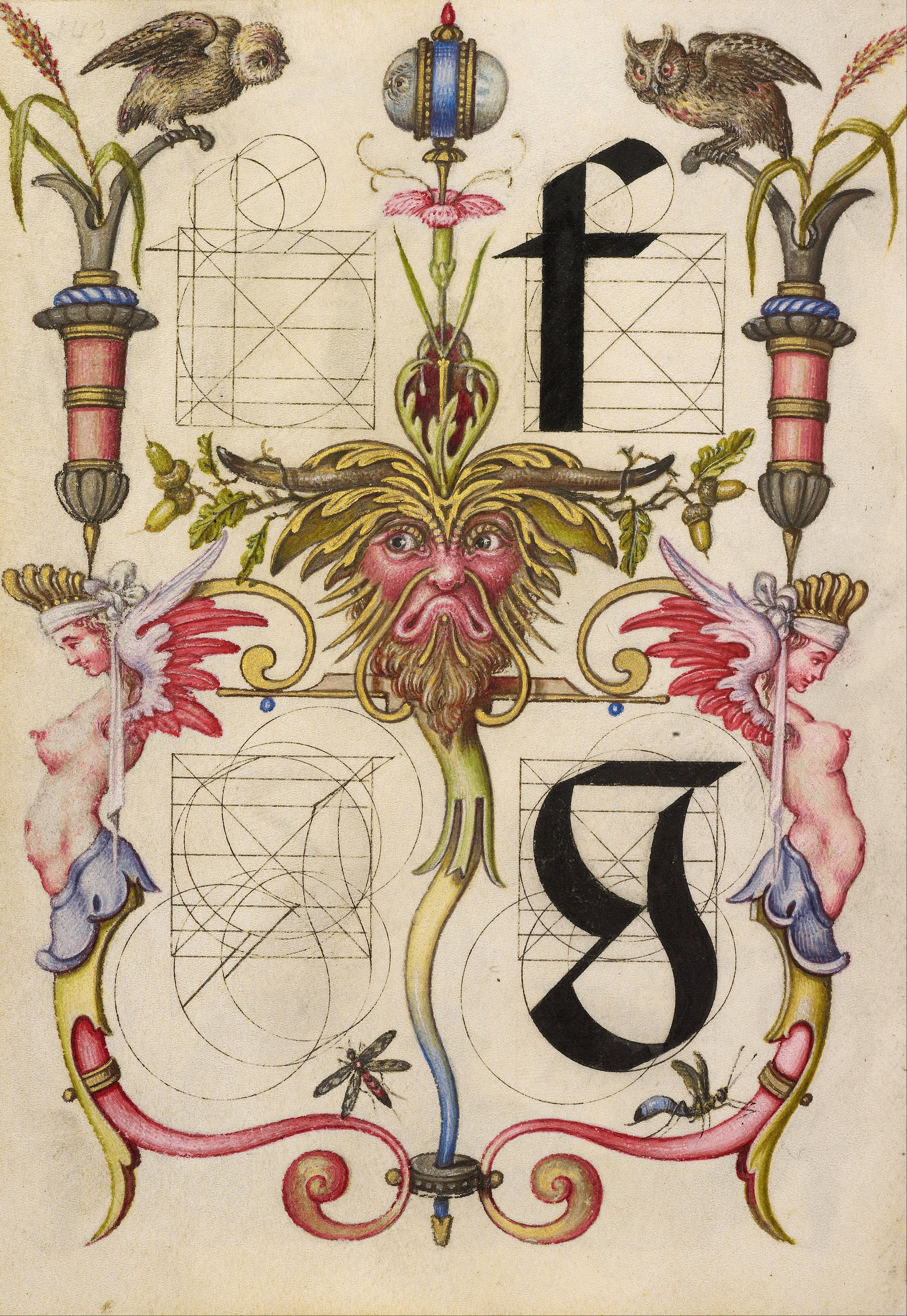
Guia per construir les lletres F i G

El Schriftmusterbuch va ser creat pel cal·lígraf de la cort Georg Bocskay entre 1571-1573 per l'emperador Maximilian II. El llibre consisteix en 127 pàgines (de les quals 119 son amb text) damunt pergamí. Hoefnagel incorporà Il·luminacions de miniatura al text original, utilitzant aquarel·la i color de plata amb punts destacats d'or en la base, a vegades amb traces platejades pel dibuix preparatori. Hoefnagel, rambé va afegir vuit fulls, els quals són fets completament per la seva mà. Hoefnagel, utilitzà imatgeria diversa com flora i fauna, mitologia, retrats, vistes de ciutats i escenes de batalla. L'objectiu era glorificar a l'Emperador com el poder terrestre suprem i protector de la fe catòlica.
Mira calligraphiae monumenta
Hoefnagel va ser encomanat per l'emperador Rudolf II de per il·lustrar el Mira calligraphiae monumenta (el Llibre de Model de Cal·ligrafia) (ara al Getty Museu). Va començar la feina al voltant 1590, més de 15 anys després de la mort del cal·lígraf, Georg Bocskay. Com el Musterbuch, aquest llibre era inicialment fet per Bocskay per il·lustrar diversos guions cal·ligràfics, també inclòs un alfabet construït. Quan el llibre va entrar en possessió de l'emperador Rudolf, Hoefnagel va afegir il·luminacions, principalment de plantes, fruita i flors, però també de petits animals, inclosos insectes, i vistes de ciutats. Les seves il·lustracions proporcionaven així una visió del món natural del moment. Ell, va il·lustrar lletres minúscules de l'alfabet amb criatures híbrides i màscares imaginàries. Utilitzant els seus extensos recursos extensos d'il·lusionisme pictòric, Hoefnagel demostrava amb les seves il·lustracions el poder efectiu de les imatges per sobre de la paraula escrita, apuntant la superioritat d'una forma d'art sobre l'altre. Aquest llibre és un dels darrers exemples importants d'il·luminació de manuscrit europeu, produir en els temps en què els llibres van reemplaçar virtualment els manuscrits.
Les il·luminacions en miniatura de Hoefnagel són considerades en la tradició de miniatura flamenca més primerenca i, en particular, les il·luminacions de Ghant-Bruges dels segles XV i XVI. Això es reflecteix particularment reflectit en la seva meticulousa manera de dibuixar, l'ús dels dispositius trompe l'oeil (tals com ombres o tiges lliscat a través de ranures en les pàgines fictícies) i el contingut naturalista. Aquesta tradició va emfatitzar l'il·lusionisme a la pintura a través de dispositius com modelat tridimensional dels vegetals i altres formes en la representació de dades d'una manera precisa i de mida natural. Hoefnagel es va
esforçar per mostrar el seu virtuosisme en l'atenció als detalls, així com la seva predilecció pels temes difícils, com ara una poma tallada en dues parts, una beina de fesol amb una esquerda o un insecte o rèptil amb la pell iridescent.

### Estudis d'història natural
Els Quatre Elements

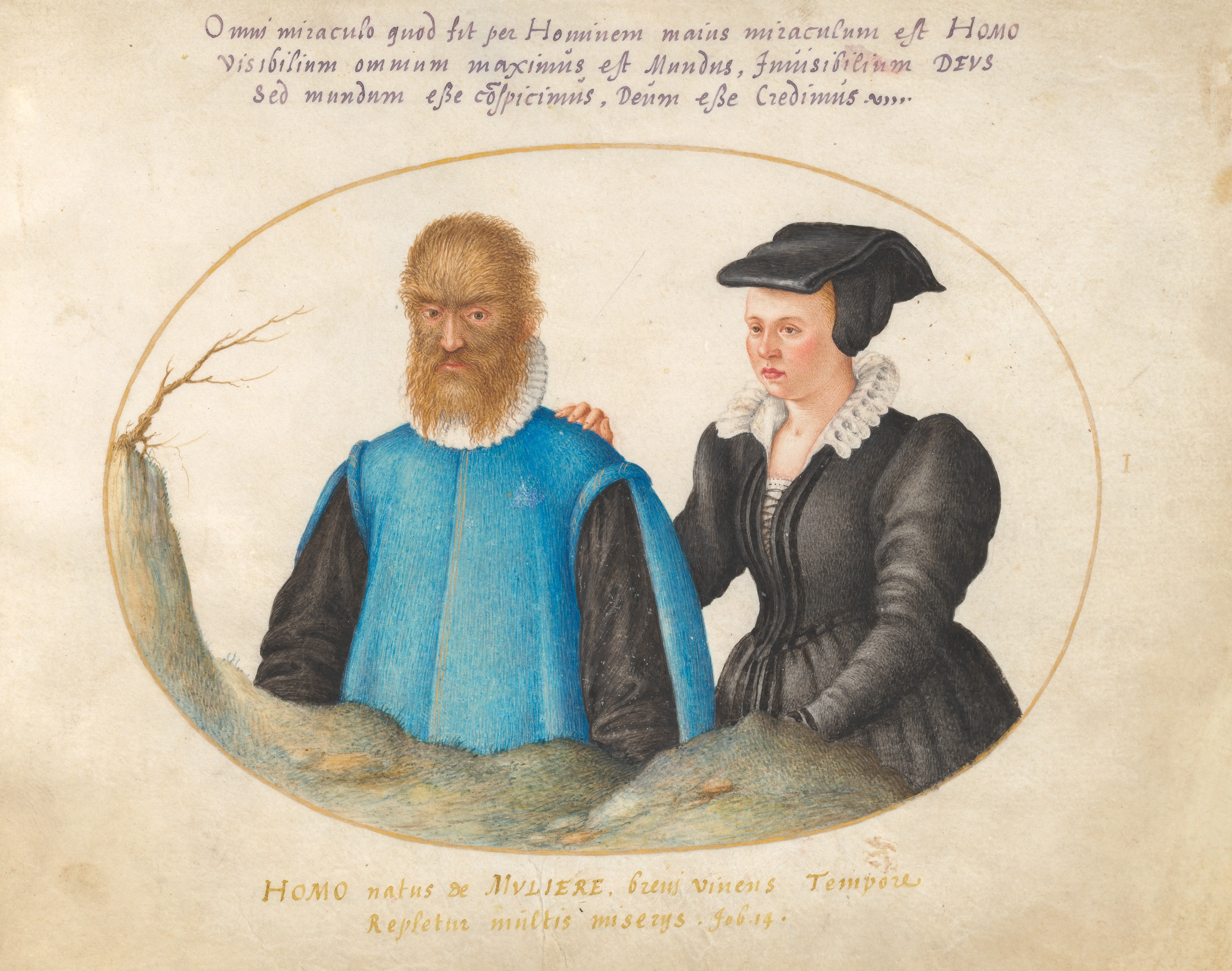
Animalia Rationalia et Insecta (Ignis) - Figura I, del Elementa Depicta, picturing Petrus Gonsalvus.

Hoefnagel va rebre un dels seus encàrrecs més primerencs mentre treballanva pels Ducs a Múnic. Va produir un manuscrit de quatre volums amb miniatures d'història natural (diversos folis es van datar de 1575 a 1582 en diversos museus incloent-hi la Galeria Nacional d'Art, Washington; Kupferstichkabinet, Berlín; Louvre, Paris i diverses col·leccions privades). La feina va ser titulada Animalia rationalia et insecta (ignis); Animalia quadrupedia et reptilia (terra) ; Animalia aquatilia et conchiliata (aqua); and Animalia volatilia et amphibia (aier) i conté el detall de milers que dividí segons els quatre elements (i el llibre és per això senzillament conegut com els Quatre Elements).
L'obra s'assembla a un llibre d'emblemes amb els seus lemes en llatí, epigrames i versos de Bíblia. Hoefnagel no va pintar tots els treballs, sinó que va copiar-ne d'altres artistes incloent-hi una sèrie de dibuixos del pintor animalista d'Anvers Hans Verhagen den Stommen i xilografies de Konrad Gessner Historia animalium. El llibre va ser un monument important de ciència en el segle xvi proporcionant un compendi del coneixement animal fins al moment.
Archetypa studiaque patris Georgii Hoefnagelii
El seu fill Jacob va publicar el Archetypa studiaque patris Georgii Hoefnagelii el 1592 a Frankfurt. El llibre és una col·lecció de 48 gravats de plantes, insectes i petits animals que mostren en directe els estudis fets per Joris Hoefnagel. Éstà dividit en quatre parts de dotze planxes (cadascun amb frontispici separat) gravats per Jacob Hoefnagel amb dissenys del seu pare Joris Hoefnagel. L'estudiós italià Filippo Buonanni va afirmar el 1691 que aquests gravats eren el primer cas publicat sobre l'ús del microscopi. Tanmateix, aquesta asserció de Buonanni és encara controvertida. Mentre la qualitat dels gravats varia, es pot assumir que alguna de les peces van ser fetes per membres de la família De Bry que residien a Frankfurt.

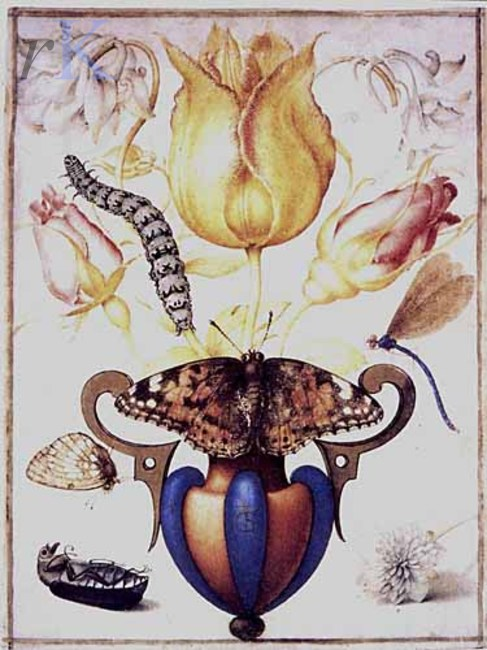
Flor encara viva amb insectes

Les impressions a la col·lecció eren destinades no només a representar el món real. També tenien un significat religiós, ja que animaven a la contemplació del diví de la creació. Com a llibres d'emblemàtica contemporanis, cada figura portava un motiu típicament referit a la interferència de déu en el món. Les impressions del llibre van ser utilitzades com a models per altres artistes i els motius de Hoefnagel van ser copiats fins al segle xix.

### Bodegons
Hoefnagel va tenir un paper important en el desenvolupament del gènere de la natura morta, i en particular, de les flors, pintades com un gènere independent. Un peça no data de flor, executada per Hoefnagel, en forma d'una miniatura, és el primer estudi artístic de natura morta independent que es coneix. Hoefnagel avivava els seus quadres de flors amb insectes, posant especial atenció en el detall típic dels seus estudis de la natura. Això es podrà veure en el seu 1589 Amoris Monumentum Matri Chariss(imae) (ex-Nicolaas Teeuwisse 2008).
S'ha argumentat que les il·luminacions dels manuscrits de Hoefnagel, les impressions del Archetypa studiaque i alguns dibuixos en vitel·la en alguns textos (com la 1594 Flower still life with insects, Ashmolean Museu) van constituir la base de pintura de natura morta com a gènere independent. Aquesta influència és assumida que va ser particularment important en el desenvolupament del gènere holandès típic de natures mortes amb flors, petxines i insectes. La manera en com els artistes holandesos van representar els insectes a principis del segle xvii van ser influïts també per Joris Hoefnagel a través de la intermediació del matrimoni de la seva germana en la influent família holandesa dels Huygens. Després de la seva mort, una part del seu patrimoni artístic va ser llegat als Huygens, on va ser visitat per l'artista flamenc Jacob de Gheyn II, el qual esdevindria un dels pintors de natura morta mes reconeguts.